# Mosén Pedro Mena
Pedro Mena fue un sacerdote católico, párroco de San Juan de Alicante a lo largo del siglo XV.
En un viaje a Roma un cardenal italiano, agradecido por las atenciones mostradas hacia él cuando visitó la corte española, le regaló un cofrecillo con el lienzo que contenía la Santa Faz. Dicho lienzo se cree que es uno de los pliegues del paño con el que una mujer había enjugado la cara de Cristo en su camino al Calvario. 
La finalidad del regalo es que fuera venerado en las tierras de Mosén Pedro Mena. Una vez vuelto a su parroquia, el Mosén Pedro Mena lo depositó en el fondo de un arca, en la que guardaba objetos de valor del templo. 
Cuando el Mosén Pedro Mena abrió el arca que guardaba la Santa Faz, notó que el lienzo estaba en la parte superior, y desplegado sobre la ropa que lo cubría. Repetido el fenómeno y posiblemente, arrepentido de haber olvidado el encargo del cardenal, expuso al público la Santa Faz, colocándola en el presbiterio, sobre una tabla, junto al altar mayor, y explicando a los fieles la devoción que merecía.
Esta reliquia conocida como la Santa Faz, sigue siendo venerada hasta la actualidad en un monasterio próximo a Alicante.